# Kunitaka Sueoka
Kunitaka Sueoka (japonsko 末岡 圀孝), japonski nogometaš, * 1. februar 1917, Hirošima, Japonska, † november 1998.
Za japonsko reprezentanco je odigral eno uradno tekmo.